# Alison Wonderland
Alison Wonderland (* 27. September 1986 in Sydney, Australien als Alexandra Margo Sholler) ist eine DJ, Produzentin und Sängerin, die bei EMI Music Australia unter Vertrag steht.

## Karriere
Anfangs war sie in der klassischen Musik aktiv und absolvierte eine Ausbildung zur Cellistin an der Hochschule für Künste in Bremen, bis sie sich der Hip-Hop-, Trap- und Future-Bass-Musik widmete. Im Jahr 2014 startete sie eine nationale Tournee, bei der sie in Lagerhallen spielte.

### 2013–2014: Durchbruch mitGet Ready&I Want U
Nach der Unterzeichnung mit „EMI Music Australia“ erlangte Alison Wonderland nach Veröffentlichung ihrer Debüt-Single Get Ready am 1. Januar 2013, die sie mit dem australischen Duo Fishing aufnahm, erste Aufmerksamkeit. Ein Jahr später, am 27. Juni 2014, erschien ihre Debüt-EP Calm Down. Bereits vorab erschienen die Singles I Want U und Cold. Mit I Want U konnte sie erstmals in den australischen Single-Charts rangieren, wo sie Platz 38 erreichte.

### 2015: Debüt-AlbumRun
Am 11. Februar 2015 veröffentlichte Wonderland die Leadsingle ihres Debütalbums mit dem Titel U Don’t Know. Hierbei tritt neben ihr auch Wayne Coyne, der Frontmann der Flaming Lips, in Erscheinung. Auch das Musikvideo gewann insbesondere durch die Mitwirkung von Christopher Mintz-Plasse an ihrer Seite an Popularität. Das Lied konnte sich auf Nummer 63 der Single-Charts platzieren. Allein auf Spotify erreichte der Track mehrere Millionen Aufrufe.
Wonderlands Debütalbum Run wurde am 20. März 2015 veröffentlicht.
Nachdem mehrere Promo-Aktionen in einer Reihe an Strip-Clubs gefeiert wurden, erschien ihr Debütalbum Run am 20. März 2015 in Australien und am 7. April 2015 in den Vereinigten Staaten. Als Gastmusiker traten unter anderem Slumberjack, SAFIA und Djemba Djemba in Erscheinung. Die beiden Singles von ihrer, im Vorjahr erschienenen EP, I Want U und Cold fanden ebenfalls auf dem Album Platz. Es erreichte Platz 6 in Australien und Nummer 12 in Neuseeland. Der Titeltrack wurde daraufhin am 11. Juni 2015 als Single veröffentlicht und erreichte ebenfalls mehrere Millionen Streams auf Spotify.
Am 4. August 2015 erschien Take It to Reality in Zusammenarbeit mit SAFIA als dritte Single aus dem Album. Der Track erreichte keine Platzierung in den Single-Charts. Das Musikvideo wurde am selben Tag veröffentlicht. Nach Release von Take It to Reality am 4. September 2015, wurde ihr Album Run letzten Endes auch im Vereinigten Königreich veröffentlicht. Die vierte Single Games wurde am 9. September 2015 veröffentlicht. Der Track wurde jedoch für seine fehlenden Trap-Elemente kritisiert. Das Musikvideo wurde am selben Tag veröffentlicht und besteht aus einem One-Taker, in dem Wonderland zu sehen ist, wie sie verschiedene Sportarten wie Football, Kampfkunst und Schach absolviert. Eine Deluxe Edition von Run wurde am 30. Oktober 2015 veröffentlicht. Diese präsentiert Remixe der einzelnen Lieder.
Später im Jahr 2015 wurde Alison Wonderland für zwei ARIA Awards in den Kategorien „Best Dance Release“ für die Single Run und „Best Video“ für U Don’t Know mit Wayne Coyne. Am 26. Januar 2016, dem Australia Day 2016, wurde das Lied Run auf Platz 59 der „Triple J’s Hottest 100“ des Jahres 2016 aufgeführt.

### Seit 2016: Messiah
Am 6. Februar 2016 premierte Wonderland eine Neuproduktion mit dem Titel Messiah bei einem Live-Auftritt, die im Vergleich zu ihren früheren Liedern poplastiger ausfiel. Im späteren Verlauf des Jahres wurde das Lied in Zusammenarbeit mit dem australischen Hip-Hop-Produzenten M-Phazes als Single veröffentlicht.
Am 5. Mai 2017 veröffentlichte sie eine Cover-Version des Welterfolgs Shape of You von Ed Sheeran. Diese produzierte sie gemeinsam mit der australischen DJ Naderi. Die Future-Bass-Version des Liedes erschien als Free-Download.

## Diskografie

### Studioalben
- 2015: Run
- 2018: Awake
- 2022: Loner

### EPs
- 2014: Calm Down
- 2019: Lost My Mind (Remixes)

### Singles
- 2013: Get Ready (feat. Fishing)
- 2014: I Want U
- 2014: Cold
- 2015: U Don’t Know (feat. Wayne Coyne, AU: Gold)
- 2015: Run (AU: Gold)
- 2015: Take It to Reality (feat. Safia)
- 2015: Games
- 2016: Messiah (feat. M-Phazes)
- 2017: Shape of U (mit Naderi; Cover-Version des Ed-Sheeran-Songs)
- 2018: Church (AU: Platin)
- 2019: Peace

### Remixe
- 2012: Ladyhawke – Blue Eyes
- 2012: 360 – Boys Like You
- 2012: Little Dragon – Shuffle a Dream
- 2014: Crooked Colours – Come Down
- 2015: Duke Dumont – Ocean Drive
- 2015: Hermitude – The Buzz
- 2015: Justin Bieber – What Do You Mean?
- 2017: Dua Lipa – New Rules

## Auszeichnungen für Musikverkäufe
| Platin-Schallplatte - Neuseeland - 2023: für die Single I Want U |

Anmerkung: Auszeichnungen in Ländern aus den Charttabellen bzw. Chartboxen sind in ebendiesen zu finden.
| Land/RegionAuszeichnungen für Musikverkäufe (Land/Region, Auszeichnungen, Verkäufe, Quellen) | Gold     | Platin     | Verkäufe | Quellen          |
| -------------------------------------------------------------------------------------------- | -------- | ---------- | -------- | ---------------- |
| Australien (ARIA)                                                                            | 3× Gold3 | 2× Platin2 | 245.000  | aria.com.au      |
| Neuseeland (RMNZ)                                                                            | —        | Platin1    | 30.000   | radioscope.co.nz |
| Insgesamt                                                                                    | 3× Gold3 | 3× Platin3 |          |                  |

## Auszeichnungen und Nominierungen
| Jahr | Auszeichnung      | Werk         | Kategorie          | Ergebnis  |
| ---- | ----------------- | ------------ | ------------------ | --------- |
| 2015 | ARIA Music Awards | U Don’t Know | Best Video         | Nominiert |
| 2015 | ARIA Music Awards | Run          | Best Dance Release | Nominiert |